# 道尔蒙德
道尔蒙德，是匈牙利托尔瑙州所辖的一个村。总面积48.77平方公里，总人口1324，人口密度27.1人/平方公里（2011年1月1日）。